# Eurovision Song Contest: Historia zespołu Fire Saga
Eurovision Song Contest: Historia zespołu Fire Saga (ang. Eurovision Song Contest: The Story of Fire Saga) – amerykański film komediowy w reżyserii Davida Dobkina. W rolach głównych występują Will Ferrell, Rachel McAdams, Pierce Brosnan, Dan Stevens i Demi Lovato.
Film początkowo miał mieć premierę w maju 2020 roku, żeby się zbiec z Konkursem Piosenki Eurowizji 2020, ale premiera została opóźniona z powodu pandemii COVID-19. Oficjalna premiera filmu odbyła się 26 czerwca 2020 roku w serwisie Netflix.

## Fabuła
Dwójka śpiewaków z małego miasteczka realizuje marzenie o udziale w wielkim konkursie – ale stawka jest tam bardzo wysoka, rywale wredni, a scena zdradliwa.
Źródło: Netflix

## Obsada
- Will Ferrell – Lars Erickssong
- Rachel McAdams – Sigrit Ericksdottir
- Pierce Brosnan – Erick Erickssong
- Dan Stevens – Alexander Lemtov
- Demi Lovato – Katiana
- Graham Norton – on sam
- Ólafur Darri Ólafson – Neils Brongus
- Björn Hlynur Haraldsson – Policjant Arnar
- Nína Dögg Filippusdóttir – Kobieta #2 (1974)
- Jóhannes Haukur Jóhannesson – Johans
- William Lee Adams – on sam
- Elin Petersdottir – Helka

## Wersja polska
Wersja polska: Hiventy Poland – Start International Polska

Reżyseria i dialogi: Maciej Kowalski

Nagranie i montaż dialogów: Janusz Tokarzewski

Teksty piosenek i kierownictwo muzyczne: Michał Skarżyński

Koordynacja projektu: Magdalena Muszyńska

Obsada:
- Przemysław Glapiński – Lars Erickssong
- Julia Kołakowska-Bytner – Sigrit Ericksdottir
- Jakub Kordas – Aleksander Lemtow
- Adam Cywka – Victor Karlson
- Krzysztof Nowik – Erick Erickssong
- Martyna Szymańska – Mita Xenakis
- Michał Konarski – Graham Norton
- Jakub Wieczorek – Neils Brongus
- Maciej Maciejewski – Policjant Arnar
- Modest Ruciński – Jorn
- Magdalena Osińska – Anna
- Maksymilian Bogumił – Bill
- Przemysław Stippa – Corin
- Michał Klawiter – Jeff
- Paweł Ciołkosz – Ian
- Mateusz Łasowski – Olaf Yohansson
- Karolina Gibowska – Jenn
- Adrianna Izydorczyk – Brittany
- Joanna Kuberska – Sasha
- Marcel Sabat – Jiles
- Katarzyna Tatarak – Helka
- Marta Markowicz-Dziarkowska – Katina
- Karolina Kalina-Bulcewicz – Nina
- Karol Wróblewski – Kevin Swain
- Przemysław Bluszcz – Jon Ola Sand
- Bartosz Obuchowicz – Jae-Bong
- Michał Podsiadło – Johnny John John
- Jan Szydłowski – Stephan
- Maciej Nawrocki – Policjant Robert
- Konrad Darocha – Johans
- Borys Wiciński – Młody Lars

W Pozostałych Rolach::
- Jan Aleksandrowicz-Krasko
- Agata Leonczak
- Szymon Roszak
- Paweł Szymański
- Karol Kwiatkowski
- Antonina Żbikowska,

a także Rafał Brzozowski i inni

## Ścieżka dźwiękowa
| Lp. | Tytuł                                                                                                | Wykonawcy                                                     | Czas trwania |
| 1.  | „Double Trouble (Tiësto's Euro 90s Tribute Remix)”                                                   | Will Ferrell, Molly „My Marianne” Sandén i Tiësto             | 2:28         |
| 2.  | „Lion of Love”                                                                                       | Erik Mjönes                                                   | 2:47         |
| 3.  | „Coolin' with Da Homies”                                                                             | Savan Kotecha                                                 | 1:26         |
| 4.  | „Volcano Man”                                                                                        | Will Ferrell i Molly „My Marianne” Sandén                     | 1:21         |
| 5.  | „Jaja Ding Dong”                                                                                     | Will Ferrell i Molly „My Marianne” Sandén                     | 1:37         |
| 6.  | „In the Mirror”                                                                                      | Demi Lovato                                                   | 2:48         |
| 7.  | „Happy”                                                                                              | Will Ferrell, i Molly „My Marianne” Sandén                    | 1:26         |
| 8.  | „Song-A-Long: „Believe”, „Ray of Light”, „Waterloo”, „Ne partez pas sans moi” and „I Gotta Feeling”” | Obsada Eurovision Song Contest: Historia zespołu Fire Saga    | 3:18         |
| 9.  | „Running with the Wolves”                                                                            | Courtney Jenaé i Adam Grahn                                   | 1:10         |
| 10. | „Fool Moon”                                                                                          | Anteros                                                       | 3:26         |
| 11. | „Hit My Itch”                                                                                        | Antonio Sol, David Loucks, Taylor Lindersmith i Nicole Leonti | 2:04         |
| 12. | „Come and Play (Masquerade)”                                                                         | Petra Nielsen                                                 | 3:08         |
| 13. | „Amar pelos dois”                                                                                    | Salvador Sobral                                               | 3:05         |
| 14. | „Husavik”                                                                                            | Will Ferrell i Molly „My Marianne” Sandén                     | 3:22         |
| 15. | „Double Trouble (wersja filmowa)”                                                                    | Will Ferrell i Molly „My Marianne” Sandén                     | 2:54         |
| 16. | „Eurovision Suite”                                                                                   | Atli Örvarsson                                                | 6:19         |